# Loyola-Gymnasium
Das Loyola-Gymnasium ist eine Privatschule in der Stadt Prizren im Kosovo, die von der Asociation Loyola-Gymnasium (ALG) getragen wird und in Zusammenarbeit mit der
Deutschen Provinz der Jesuiten aufgebaut wurde. Sie gilt als eine der besten Schulen im Kosovo. Am 12. September 2005 wurden erste Teile der Schule und der Internate eröffnet, und erst am 16. April 2007 erfolgte nach Abschluss aller Baumaßnahmen die vollständige Inbetriebnahme.
Am 12. April 2019 entzog der Trägerverein dem Direktor der Schule, Pater Axel Bödefeld SJ, das Vertrauen, da die Mehrheit des Vereins „die Grundausrichtung, die der Orden für das ALG wünscht, nicht mit[trägt]“. Dazu zählten nach Angaben des Jesuitenordens die Hinwendung zur Arbeit mit den Roma und den Aschkali sowie vor allem der Plan, eine Berufsschule für kosovarische Jugendliche aufzubauen. Als Konsequenz aus dem Entzug des Vertrauens kündigte der Jesuitenorden seine Mitgliedschaft in der ALG.

## Schulprofil
Die Privatschule umfasst ein siebenjähriges Gymnasium mit je einem Internat für Mädchen und Jungen und seit 2013 auch eine fünfjährige Loyola-Grundschule. Bei beiden Schulformen gilt der kosovarische Lehrplan, der aber in einigen Punkten ergänzt wurde. Ab der sechsten Klasse lernen die Schüler neben Englisch auch Deutsch und Latein. Im Fach Deutsch haben die Schüler die Möglichkeit, das deutsche Sprachdiplom zu erwerben, das ihnen eine Ausbildung oder ein Studium in Deutschland ermöglicht. In der zwölften Klasse haben die Schüler außerdem die Möglichkeit, ein Praktikum in Deutschland zu absolvieren, unter anderem bei Fielmann, Thyssenkrupp und Volksbank, mit Aussicht auf einen anschließenden Ausbildungsvertrag.
Schüler des Gymnasiums engagieren sich außerdem in Loyola Tranzit, einem im Jahre 2016 gegründeten sozialpädagogischen Zentrum für Roma und Aschkali im Stadtviertel Tranzit. Mit diesem Projekt sollen Jugendliche bildungsferner Minderheiten für den Besuch einer Regelschule vorbereitet werden.